# Migdonia (Macedonia)

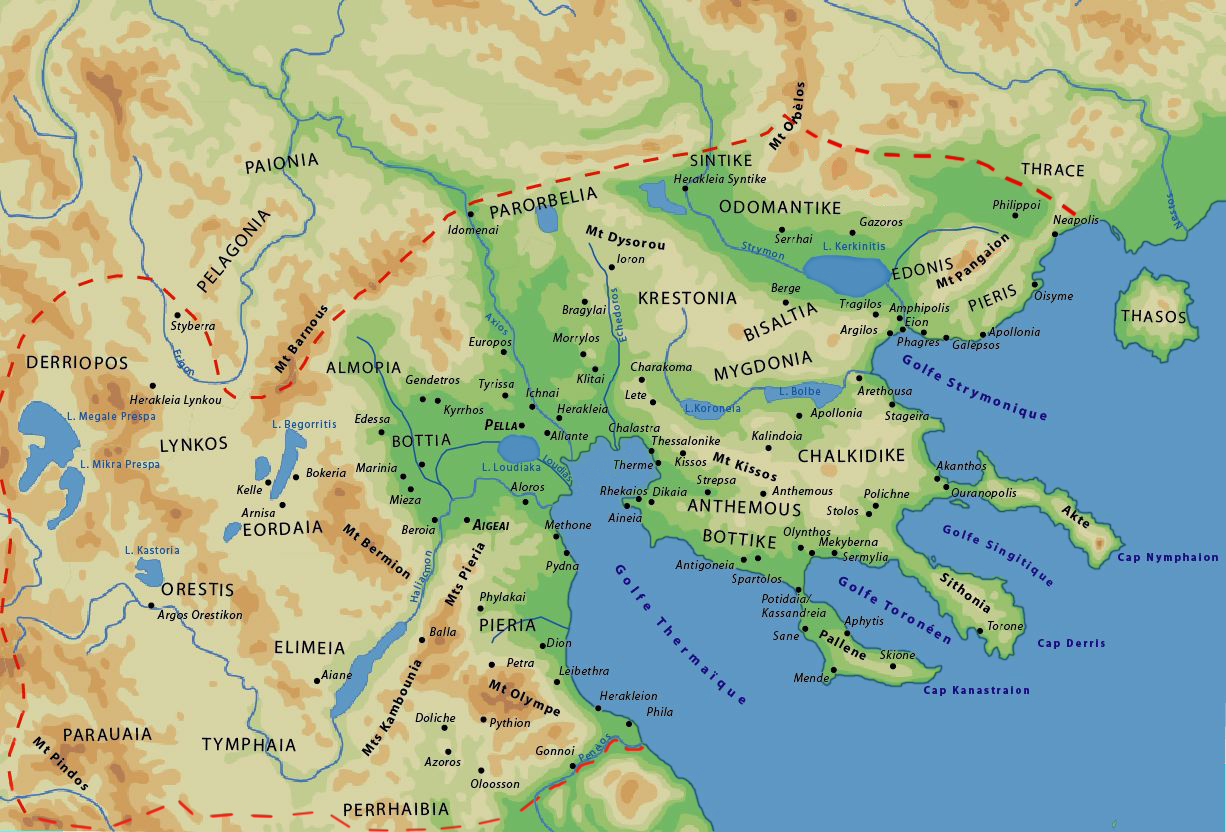
Migdonia

La Migdonia  o Mygdonia era un'antica regione della Tracia posta a nord della penisola Calcidica. La regione venne colonizzata dai greci a partire dall'VIII secolo a.C. e poi conquistata dalla Macedonia nel V secolo a.C.
Si estendeva a est del fiume Axios e comprendeva l'area pianeggiante che affaccia sul golfo Termaico intorno a Therme, le valli di Klisali e Besikia. A est si estendeva fino al Golfo Strimonico comprendendo la zona dei laghi Bolbe e Koroneia. A nord era delimitata dalla Crestonia ed a nord-est dalla Bisaltia. La regione era attraversata dall'Echedoros che sfociava nel Golfo Termaico. La parte occidentale della Migdonia, ad oriente del fiume Axios prendeva il nome di Amphaxitis.
Anticamente il territorio fu abitato dai Migdoni, una tribù di origine tracia o brigia, che diede il nome alla regione. Successivamente la regione fu abitata dagli Edoni, fino a quando non furono conquistati dai Macedoni al tempo di Alessandro I.
Le principali città della regione erano: Therma, Sindus, Chalastra, Altus, Strepsa, Cissus, Mellisurgis, Heracleustes,  Lete, Aeneia e Aretusa.
Attualmente (2010) la maggior parte della  antica Migdonia fa parte della Prefettura di Salonicco in Grecia.